# メチルグリオキサールレダクターゼ (NADPH依存)
メチルグリオキサールレダクターゼ (NADPH依存)（メチルグリオキサールレダクターゼ (NADPHいそん)、methylglyoxal reductase (NADPH-dependent)）は、次の化学反応を触媒する酸化還元酵素である。
(S)-ラクトアルデヒド + NADP+ {\displaystyle \rightleftharpoons } メチルグリオキサール + NADPH + H+
反応式の通り、この酵素の基質は(S)-ラクトアルデヒドとNADP+、生成物はメチルグリオキサールとNADPHとH+である。
組織名は(S)-lactaldehyde:NADP+ oxidoreductaseで、別名にmethylglyoxal reductase, D-lactaldehyde dehydrogenaseがある。